# Chalara hyalina
Chalara hyalina är en svampart som beskrevs av Morgan-Jones & Gintis 1984. Chalara hyalina ingår i släktet Chalara, divisionen sporsäcksvampar och riket svampar.   Inga underarter finns listade i Catalogue of Life.